# Eastover (Karolina Północna)
Eastover – miasto w Stanach Zjednoczonych, w stanie Karolina Północna, w hrabstwie Cumberland.